# Henri Désiré Landru
« Landru » redirige ici. Pour les autres significations, voir Landru (homonymie).
Henri Désiré Landru, né le 12 avril 1869 à Paris (19e arrondissement) et mort le 25 février 1922 à Versailles, est un célèbre tueur en série et criminel français. Il fut surnommé « le Barbe-Bleue de Gambais ».

## Biographie

### Origines

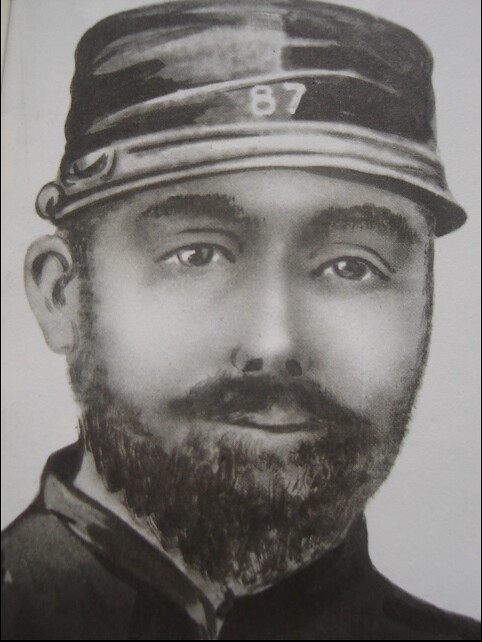
Landru durant son service militaire au d'infanterie,
vers 1889-1893.

Henri Désiré Landru est issu d'une famille modeste. Il est né en 1869, au 41, rue de Puebla (aujourd'hui avenue Simon-Bolivar), dans le quartier de Belleville à Paris. Il est le fils cadet de Julien Alexandre Silvain Landru, 34 ans, chauffeur aux Forges de Vulcain (qui se suicida au bois de Boulogne le 28 août 1912), et de Flore Henriquel, 34 ans, couturière et blanchisseuse à domicile (décédée en 1910). Le couple avait déjà une fille, Florentine Marguerite Landru (née en 1854). La famille est établie à Paris, rue du Cloître-Notre-Dame, où Landru a passé l’essentiel de son enfance heureuse.
Il fréquente l'école des Frères de la rue de Bretonvilliers et y fait de bonnes études, remarqué pour ses aptitudes en dessin et en mathématiques. Il est enfant de chœur à l'église Saint-Louis-en-l'Île où sa famille s'est installée quelques années plus tôt et il y officie parfois comme sous-diacre en 1888, si bien que ses parents envisagent de le faire entrer au séminaire. Il ne parvient pas à réaliser des études supérieures en architecture, mais devient en 1889 commis d’architecte chez les sieurs Bisson-Alleaume-Lecoeur.
En 1889, il ment pour séduire Marie-Catherine Remy, jeune femme qui habite chez sa mère blanchisseuse rue Saint-Louis-en-l'Île, prétendant travailler dans son cabinet d'architecte en tant que technicien. Il l'épouse le 7 octobre 1893 après ses trois années réglementaires de service militaire accompli au 87e régiment d'infanterie de Saint-Quentin et au cours duquel il atteint le grade de sergent. Le couple a quatre enfants :
- Marie-Henriette (24 juin 1891 – Pierrefitte-sur-Seine, le 28 décembre 1985), que Landru reconnaîtra à l'issue de son service militaire (1893). Mariée le 4 janvier 1926 à Raymond Jules Paul Lecomte ;
- Maurice-Alexandre (4 mai 1894 - 24 février 1937). Marié le 16 avril 1926 à Alice Albertine Fortenfant (1906[10] -1978[11]) ;
- Suzanne (Paris 6e, le 7 avril 1896 – Paris 7e, le 6 avril 1986[12]). Mariée à Gabriel Joseph Grimm, puis, le 28 août 1928 à Louis Gabriel Roth ;
- Charles-Eugène (1er avril 1900 – Vannes, le 13 juillet 1980[13]). Marié à Giselle Augustine Adrienne Boisseau.

En 1922, juste après l'exécution de leur père, Marie-Henriette, Maurice-Alexandre et Charles-Eugène Landru demandent officiellement de substituer le nom de naissance de leur mère, Remy, à celui de Landru.

### Escroqueries

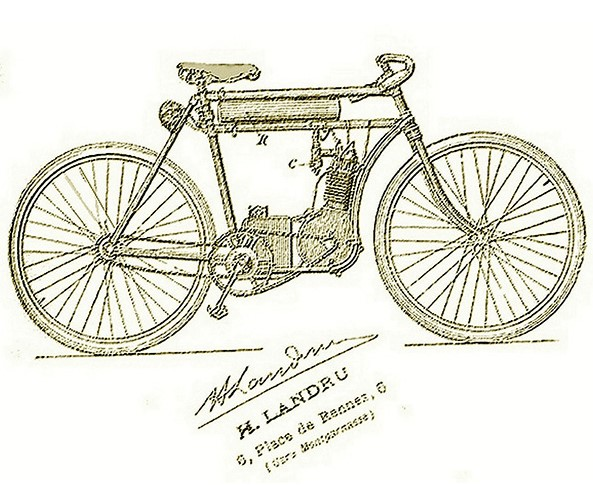
Projet de motocyclette conçu par Landru, vers 1899 (CMA France, 1900).

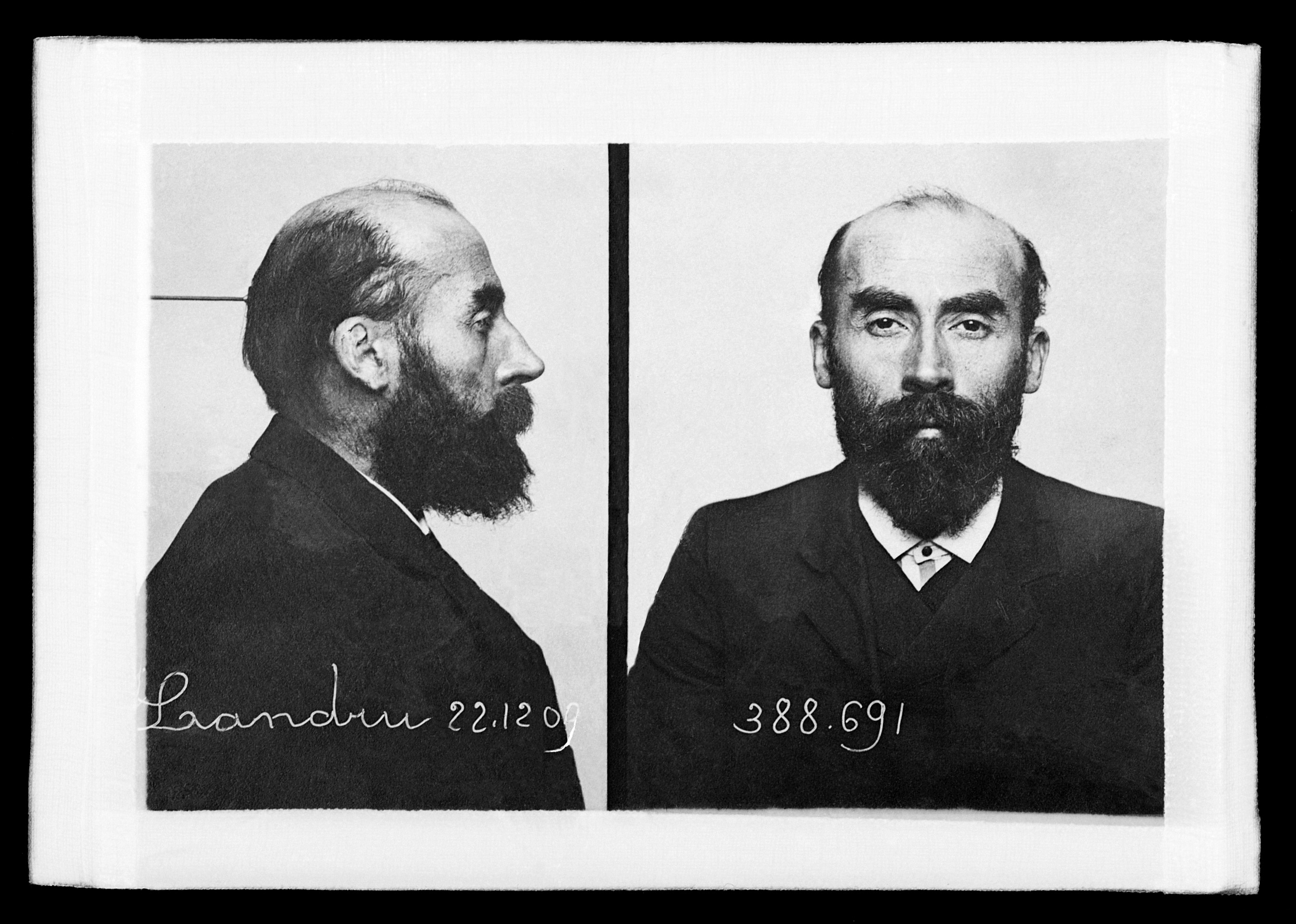
Photographies d'identité judiciaire de Landru, prévenu d'escroqueries, 1909.

De 1893 à 1900, il pratique une dizaine de métiers (comptable, employé de commerce, cartographe, entrepreneur de travaux tel que couvreur, plombier, etc.) et change quinze fois d'employeur.
La naissance des quatre enfants met le couple dans la difficulté financière, aussi cherche-t-il à faire fortune en fondant une prétendue fabrique de bicyclettes à pétrole avec laquelle il commet sa première escroquerie : il organise une campagne de publicité nationale, spécifiant que toute commande doit être accompagnée d'un mandat représentant un tiers du prix. Les commandes affluent alors qu'il n'a pas investi pour les fabriquer, et il disparaît avec l'argent sans jamais livrer les bicyclettes. Ces différents échecs l'affligent d'un sentiment de déréliction mythomaniaque. Landru avait cependant officiellement et légalement déposé, en 1899, un brevet de bicyclette à moteur auprès de l'Institut national de la propriété industrielle.
Allant d'escroquerie en escroquerie, dissimulé sous de faux noms, il collectionne les condamnations à des peines d'amende et de prison (deux ans en 1904, treize mois en 1906), mais, après une tentative de suicide dans sa geôle, parvient à sortir de détention grâce aux expertises de médecins psychiatres qui le déclarent dans « un état mental maladif qui, sans être de la folie, n'est plus du moins l'état normal ».
En 1909, il est condamné à trois ans de prison ferme pour escroquerie : à la suite d'une annonce matrimoniale, il avait fêté ses fiançailles avec une certaine Jeanne Isoré, puis s'était fait remettre les titres de celle-ci avant de disparaître.
Dès sa sortie de prison, il monte une nouvelle escroquerie, une carambouille : il achète un garage, qu'il revend immédiatement sans avoir payé le précédent propriétaire. La justice l'identifie assez vite comme étant l'auteur de ce délit, et il prend la fuite. En 1914, il est condamné par contumace pour cette affaire à quatre nouvelles années de prison. S'agissant de sa troisième condamnation à une peine de plus de trois mois, le verdict est assorti de la peine accessoire de relégation, c'est-à-dire qu'il est condamné à être déporté à vie au bagne de Guyane. Landru, qui a déjà connu la prison, sait que la détention en Guyane se passe dans des conditions extrêmement difficiles avec un taux de mortalité très élevé. Il est dès lors possible, mais ce n'est là qu'une conjecture, que cette condamnation ait joué un rôle dans sa transformation en assassin : faisant déjà l'objet d'une quinzaine de plaintes, il ne pouvait tout simplement plus se permettre d'être reconnu par l'une de ses victimes.

### Affaire Landru

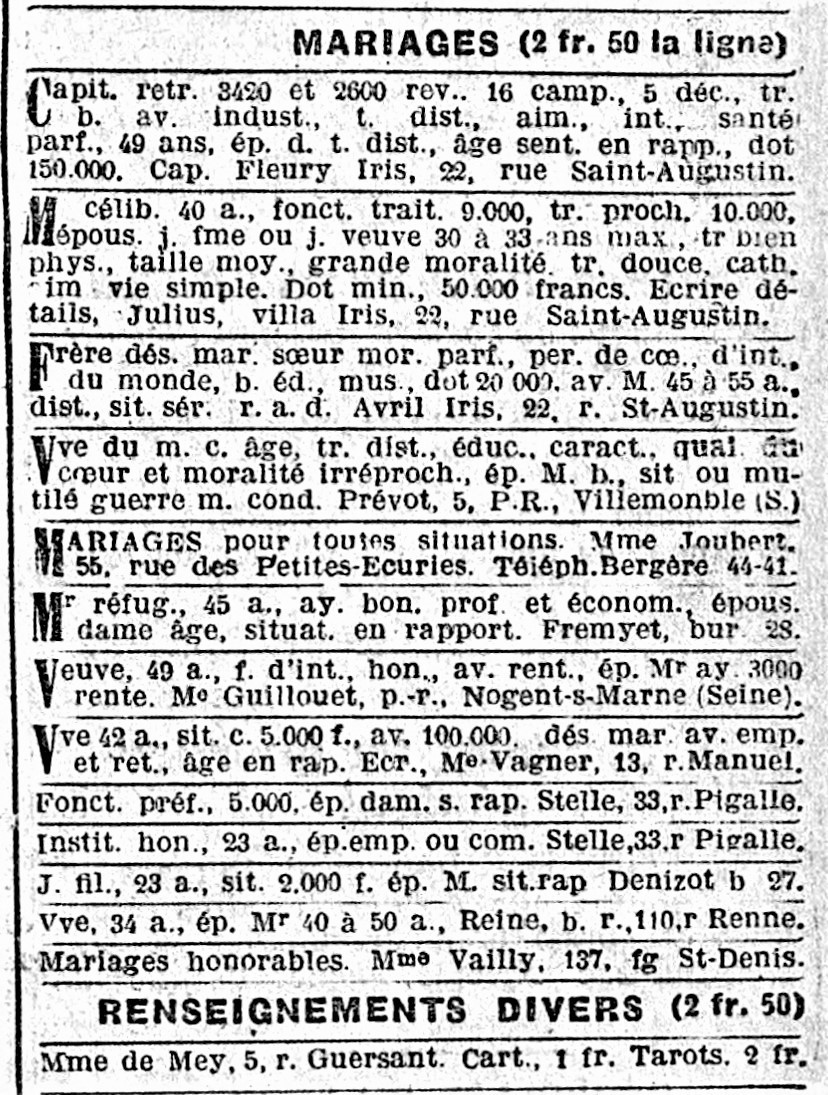
Petite annonce matrimoniale parue le 16 mars 1915 dans L'Écho de Paris. Landru s'y présente comme un dénommé « Fremyet », âgé de 45 ans, ayant des économies et « réfugié » en raison de l'occupation du Nord-Est par les troupes allemandes.

Pour se procurer des revenus[réf. nécessaire], Landru va, à partir de 1914, franchir le pas qui le conduira à l'échafaud. À l'instar de Johann Otto Hoch (en) et de George Joseph Smith (en), il se fait passer pour un homme veuf, esseulé et disposant d'une certaine aisance, et entreprend de séduire des femmes seules qui, sans être véritablement riches, possèdent quelques économies et surtout, mènent une vie suffisamment isolée de leur entourage.
Simulant une prospérité qui n'est que de façade, il leur fait miroiter le mariage et les invite à séjourner brièvement dans une villa isolée qu'il loue, d'abord à La Chaussée-près-Gouvieux, près de Chantilly (Oise). Il loue ensuite une nouvelle villa en Seine-et-Oise (actuel département des Yvelines), à Vernouillet où il assassine quatre personnes. Mais il doit abandonner cette résidence à la suite d'un banal contrôle dans le train : contrôlé avec un billet périmé, il avait été obligé de produire des papiers mentionnant cette adresse. Craignant que la police ne s’y présente, il décida d’abandonner les lieux en août 1915. Il s'établit alors à Gambais (toujours en Seine-et-Oise). Le choix de la villa de Gambais fut motivé par son isolement (elle était à 300 mètres de la maison la plus proche) et par les dépendances et le sous-sol. Il y commet au moins sept autres meurtres.
En outre, la Belle Époque et la Première Guerre mondiale voient le développement du travail des femmes : les midinettes, grisettes, trottins, parfois obligées de pratiquer la prostitution occasionnelle pour survivre, sont autant de femmes seules susceptibles d'être ses victimes puisqu'il se présente dans ses annonces comme un homme veuf et aisé, capable de subvenir à leurs besoins. Enfin, le premier conflit mondial laisse de nombreuses veuves qui ne souhaitent pas demeurer longtemps en deuil, mais veulent se remarier pour améliorer leurs faibles pensions.
|                                                                |  |  |
| Jeanne Cuchet et son fils André, premières victimes de Landru. |  |  |

Sa première victime est Jeanne Cuchet, lingère et veuve de 39 ans qu'il rencontre en février 1914 dans le jardin du Luxembourg. Ses victimes suivantes sont « recrutées » par des annonces matrimoniales publiées dans des quotidiens. À force d'éloquence, il fait signer à ses victimes des procurations lui permettant ensuite de faire main basse sur leurs comptes bancaires. Il ne lui reste plus qu'à assassiner ces femmes, puis à faire disparaître leur corps. On supposera par la suite qu'il brûlait certaines parties des corps dans le fourneau des villas qu'il louait : bien qu'étant assez isolée, la maison de Gambais est suffisamment proche des autres habitations pour qu'à plusieurs reprises l'attention du voisinage ait été attirée par certaines odeurs nauséabondes s'échappant de la cheminée à des périodes où le chauffage intensif n'était pas indispensable. Toutefois, comme Henri Landru se montre assez discret dans l'accomplissement de ses crimes, ces faits resteront dans l'ombre tant que n'éclatera pas l'affaire. De plus, il bénéficie du contexte trouble de la Première Guerre mondiale ; ainsi, alors qu'il est fiché comme escroc en fuite pour sa précédente condamnation, il peut se permettre, sans courir le risque d'être arrêté, de rentrer de temps en temps auprès de son épouse et de ses enfants, qui le croient brocanteur, et qu'il fait profiter du produit de ses crimes.
Landru utilise plus de quatre-vingt-dix pseudonymes. Lorsque l'une de ses victimes lui demande des papiers d'identité afin d'organiser le mariage promis, il prétend être originaire des régions du Nord occupées par l'Allemagne, ce qui rend impossible la vérification de son identité. Selon la psychiatre des hôpitaux Francesca Biagi-Chai, qui a repris les expertises judiciaires de l'époque, c'est ce contexte de guerre qui transforme la psychose latente ordinaire de Landru en schizophrénie mortifère : puisque les soldats tuent pour une raison, cet homme cultivé, soucieux de subvenir aux besoins de sa famille mais aussi amoureux d'une chanteuse dont il a été l'amant, trouve lui aussi une raison économique de tuer en série des femmes pourtant pas très riches.

#### Début de l'affaire

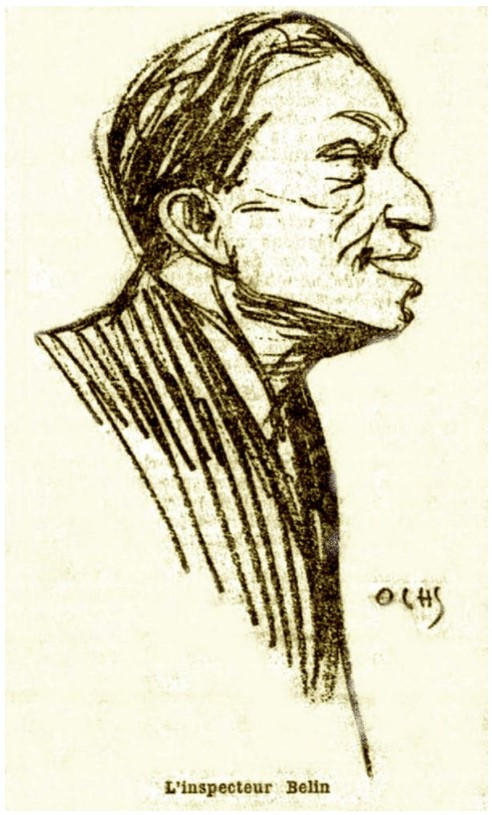
L'inspecteur Jules Belin.

À la fin de 1918, le maire de Gambais reçoit une lettre d'une certaine Mme Pellat, lui demandant des nouvelles de son amie Mme Anne Collomb qui, fiancée à un M. Dupont, s'était établie avec lui à Gambais ; le maire répond qu'il ne connaît pas cette personne. Quelque temps plus tard cependant, l'édile reçoit une lettre d'une certaine Mlle Lacoste, qui lui demande des nouvelles de sa sœur, Célestine Buisson, laquelle se serait également installée à Gambais avec un M. Frémyet.
Frappé par la similitude de ces demandes, le maire met en contact les deux familles qui se rendent compte que Dupont et Frémyet semblent être la même personne : les deux disparues ont répondu à des annonces de rencontre similaires parues le 16 mars 1915 dans L'Écho de Paris et le 1er mai 1915 dans Le Journal. Les deux familles s'unissent pour porter plainte contre X auprès du parquet de la Seine. Une enquête de police menée par l'inspecteur Jules Belin permet alors d'établir que la villa en question baptisée « l'Ermitage », appartient à un certain Monsieur Tric, qui la loue à un Monsieur Frémyet, résidant à Rouen. Dupont/Fremyet est introuvable à Rouen, mais son courrier est réexpédié chez M. Guillet, demeurant boulevard Ney à Paris, c’est-à-dire à l’adresse de Célestine Buisson.
L’enquête piétine. Les recherches sur cette personne demeurent vaines jusqu'à ce que, le 8 avril 1919, une voisine de Mlle Lacoste reconnaisse le mystérieux homme au bras d’une nouvelle amie et sortant d'un magasin de faïences rue de Rivoli à Paris, où il avait acheté de la vaisselle. Alerté, Jules Belin parvient à localiser l'individu, nommé Lucien Guillet, grâce au vendeur du magasin qui avait enregistré l'adresse de ce client qu'il devait livrer. Ce Lucien Guillet est arrêté à son domicile 76, rue de Rochechouart, le 12 avril 1919, jour de ses cinquante ans par les inspecteurs Brandenburger et Jules Belin. Ils retrouvent à son domicile un brevet au nom d'Henri Désiré Landru et un petit carnet sur lequel sont inscrits onze noms, dont ceux des deux disparues sur lesquelles enquêtait Jules Belin. Une autre version veut que pendant son transport hippomobile vers les bureaux des brigades mobiles, Landru sorte un petit carnet noir de sa poche et tente de le jeter par la fenêtre, mais que le brigadier Riboulet s'en empare.

#### Instruction

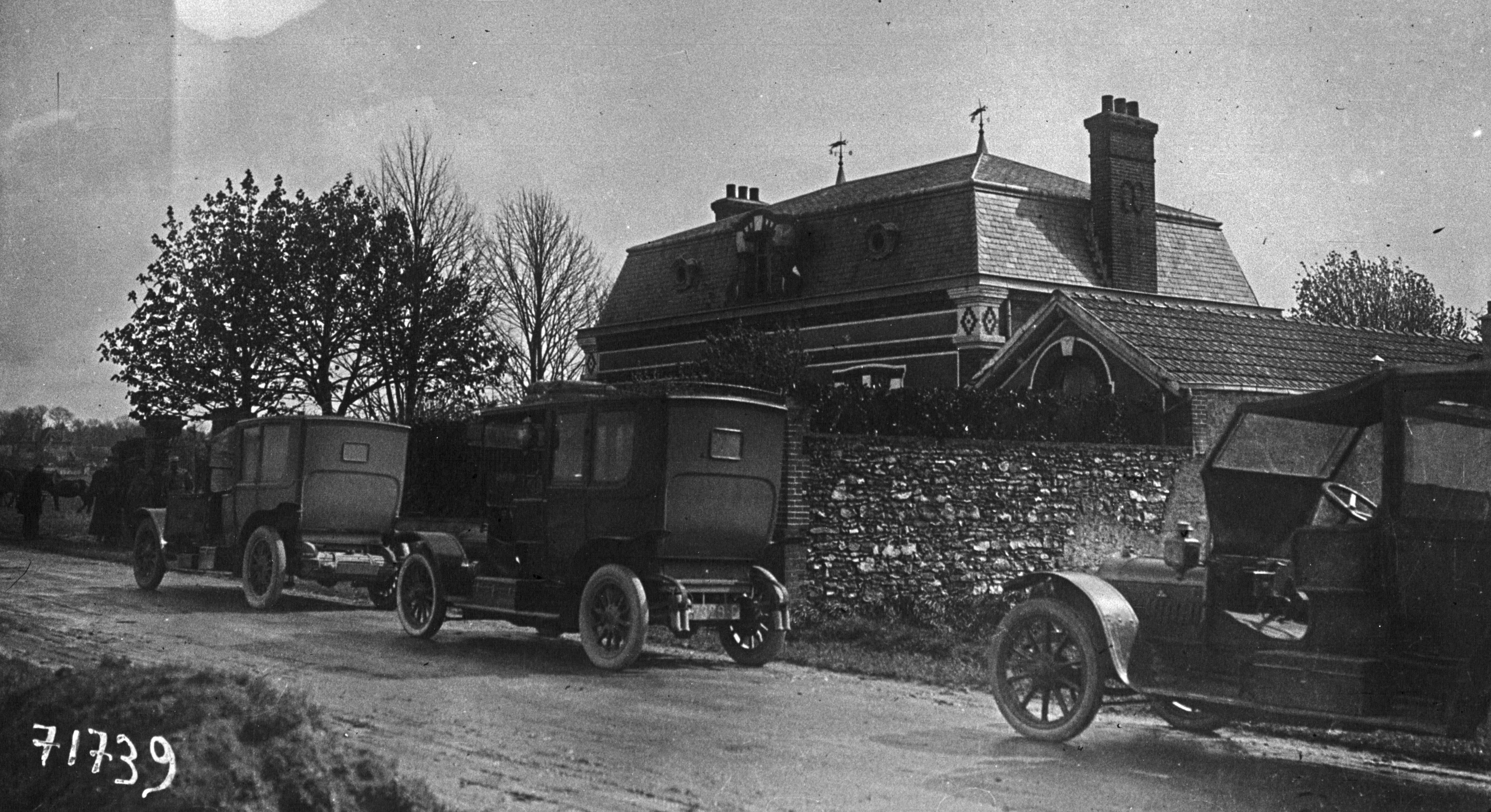
Perquisition devant la villa de Gambais (avril 1919).

L’affaire Landru fera immédiatement la une des journaux — où son nom est parfois orthographié « Nandru » —, ce qui déclenchera de nombreux témoignages spontanés qui aideront l’enquête. La police aura connaissance en quelques jours des villas de Gambais et de Vernouillet, mais aussi de garages que Landru louait à Neuilly et à Clichy pour y stocker les affaires de ses victimes. L'examen des archives de Landru — et en particulier son registre de comptes, méticuleusement tenu — révèle une vaste opération d'escroquerie au mariage : pas moins de 283 femmes sont entrées en contact avec Landru à la suite d'annonces matrimoniales passées par celui-ci dans des journaux, mais beaucoup d'entre elles ne deviennent pas ses victimes, car elles ne sont pas assez isolées de leur entourage ou n'ont pas assez de biens. Dans le carnet « traduit » par le brigadier Riboulet, la découverte par le commissaire Dautel des noms de onze femmes déclarées officiellement disparues conduit le juge Bonin à inculper Landru de meurtres dès le 14 avril 1919.
Des perquisitions ont lieu chez Landru, 76 rue de Rochechouart, à Paris, mais aussi dans les deux villas qu'il louait successivement, à Vernouillet, puis à Gambais, conduisant à la découverte à Gambais de débris supposés humains dans un tas de cendres retrouvé dans un hangar, dans la cheminée, et dans la cuisinière ; on trouve également des agrafes, des épingles, des morceaux de corset, des boutons en partie brûlés. En tout, la police retrouve 4,176 kg de débris d'os calcinés, dont 1,5 kg provenant de corps humains, ainsi que 47 dents ou fragments de dents. Le médecin légiste annonce à la presse que ces os correspondent à trois têtes, cinq pieds et six mains.

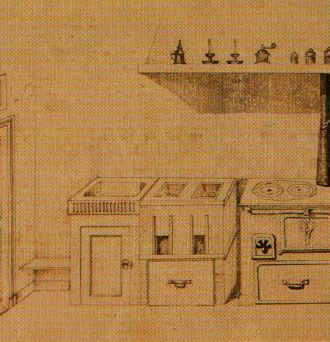
Dessin de la cuisinière dans laquelle Landru aurait brûlé ses victimes (œuvre de Landru lui-même).

Le 28 juin 1919, les enquêteurs Kling et Beyle font brûler dans la cuisinière une tête de mouton et un gigot de sept livres : ils constatent que le tirage est excellent et que la graisse de la viande assure une parfaite combustion. De même, dans un garde-meuble (un garage loué à Clichy par Landru), les enquêteurs retrouvent du mobilier ayant appartenu à l'une des victimes. Landru, après avoir fait disparaître ses « fiancées », se rendait à leur domicile, déménageait les meubles avec son fils (qui prenait son père pour un entrepreneur) et les entreposait, avant de les revendre aux enchères.
Les papiers personnels de Landru sont examinés, en particulier sa comptabilité, qui révèle l'achat de plusieurs scies à métaux, de scies à bûches et de beaucoup de charbon ; les noms des fiancées y sont même associés à des heures qui paraissent, pour les enquêteurs, constituer les heures des crimes :
(« 12 avril 1917 Mlle Babelay 4 h soir ; 1er septembre 1917 Mme Buisson 10 h 15 ; 26 novembre 1917 Mme Jaume 5 h ; 5 avril 1918 Mme Pascal 17 h 15 »).
L'un des éléments les plus accablants est fourni par des reçus de billets de train : Landru achetait, lors de ses déplacements en train à Vernouillet ou Gambais, un aller-retour (pour lui) et un aller simple (pour la victime). Interrogé sur ce sujet, l'accusé avance plusieurs explications : il lui restait un billet aller simple à utiliser ; ces notes trouvées dans le carnet mentionnent un tarif et non une dépense ; acheter un aller-retour pour la fiancée aurait été un manque de tact. Cette défense ne convainc pas.
Il semble aujourd'hui acquis, tant par les analystes que par les historiens, que les victimes étaient découpées et que les corps (tronc, jambes, bras) étaient soit enterrés dans des bois, soit jetés dans des étangs, tandis que les têtes, les mains et les pieds étaient incinérés (vraisemblablement dans la cuisinière de la villa),.
La police se livra à une enquête sans précédent afin de savoir si Landru avait fait d'autres victimes que celles mentionnées dans son carnet. Elle chercha et retrouva une grande partie des femmes avec lesquelles il avait été en contact. On n'attribua donc à Landru que les assassinats des onze personnes présentes sur la liste de son carnet. Un doute subsiste toutefois sur une éventuelle douzième victime en mai ou juin 1916, d'autant que Landru parla souvent de « douze femmes » à son procès.
Le 18 août 1920, le juge Bonin récapitule toutes les charges : le dossier de plus de cinq mille pièces est si volumineux que le substitut Gazier, chargé d'établir le réquisitoire définitif, profite des vacances du juge Bonin pour l'étudier dans le cabinet du magistrat. Le dossier d'instruction contient un important faisceau de présomptions, mais aucune preuve irréfragable. Landru n'avoue rien pendant ses nombreux interrogatoires, parlant seulement à deux aliénistes pour tenter de les manipuler et de se faire passer pour irresponsable.

### Victimes
Landru est accusé du meurtre de onze personnes :
1. février 1915 : Jeanne Cuchet[38] née Jamast, lingère, veuve d'un commerçant, 39 ans, disparue à Vernouillet ;
2. février 1915 : André Cuchet, fils de Jeanne Cuchet, 17 ans, vendeur dans une lingerie, disparu à Vernouillet ;
3. 26 juin 1915 : Thérèse Laborde-Line, née le 12 août 1868 à Chascomús (Argentine), séparée d'un mari aubergiste, 46 ans, disparue à Vernouillet ;
4. 3 août 1915 : Marie-Angélique Guillin, née Pelletier le 15 avril 1863 à Bellavilliers (Orne), ancienne gouvernante, 52 ans, disparue à Vernouillet ;
5. 8 décembre 1915 : Berthe-Anna Héon, 55 ans, née au Havre, veuve, femme de ménage, disparue à Gambais ;
6. 27 décembre 1916 : Anna Collomb, 44 ans, veuve, secrétaire dans une compagnie d'assurances, disparue à Gambais ;
7. 12 avril 1917 : Andrée-Anne Babelay, 19 ans, domestique chez une cartomancienne, disparue à Gambais ;
8. 1er septembre 1917 : Célestine Buisson, veuve, femme de ménage, disparue à Gambais ;
9. 26 novembre 1917 : Louise-Joséphine Jaume, 38 ans, séparée à partir de 1916 de son époux Paul Jaume et en instance de divorce, disparue à Gambais ;
10. 5 avril 1918 : Anne-Marie Pascal, née le 5 novembre 1880 à Toulouse, divorcée, couturière, 37 ans, disparue à Gambais ;
11. 13 janvier 1919 : Marie-Thérèse Marchadier, née le 27 octobre 1881 à Bordeaux, ancienne prostituée tenancière d'une maison de passe rue Saint-Jacques, à Paris, connue sous le nom de « la belle Mytèse », 37 ans, disparue à Gambais (où la police retrouvera les cadavres de ses trois chiens, étranglés).

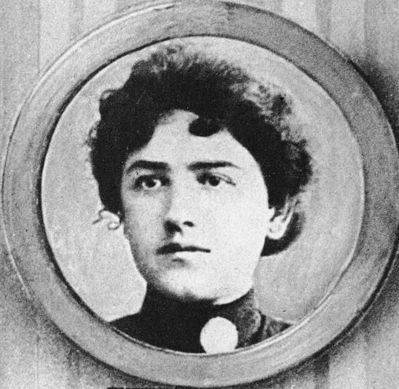
Jeanne Cuchet.
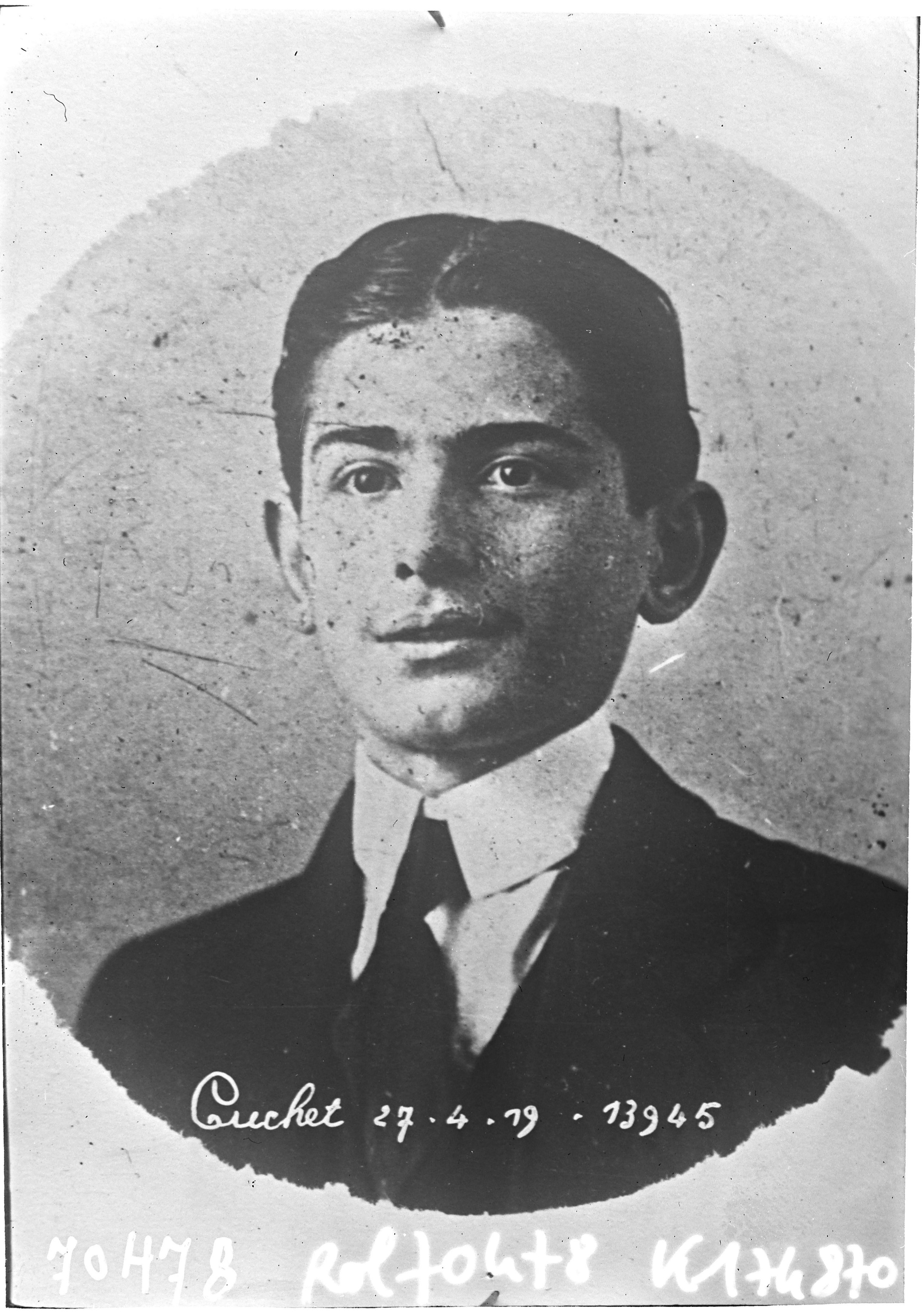
André Cuchet.
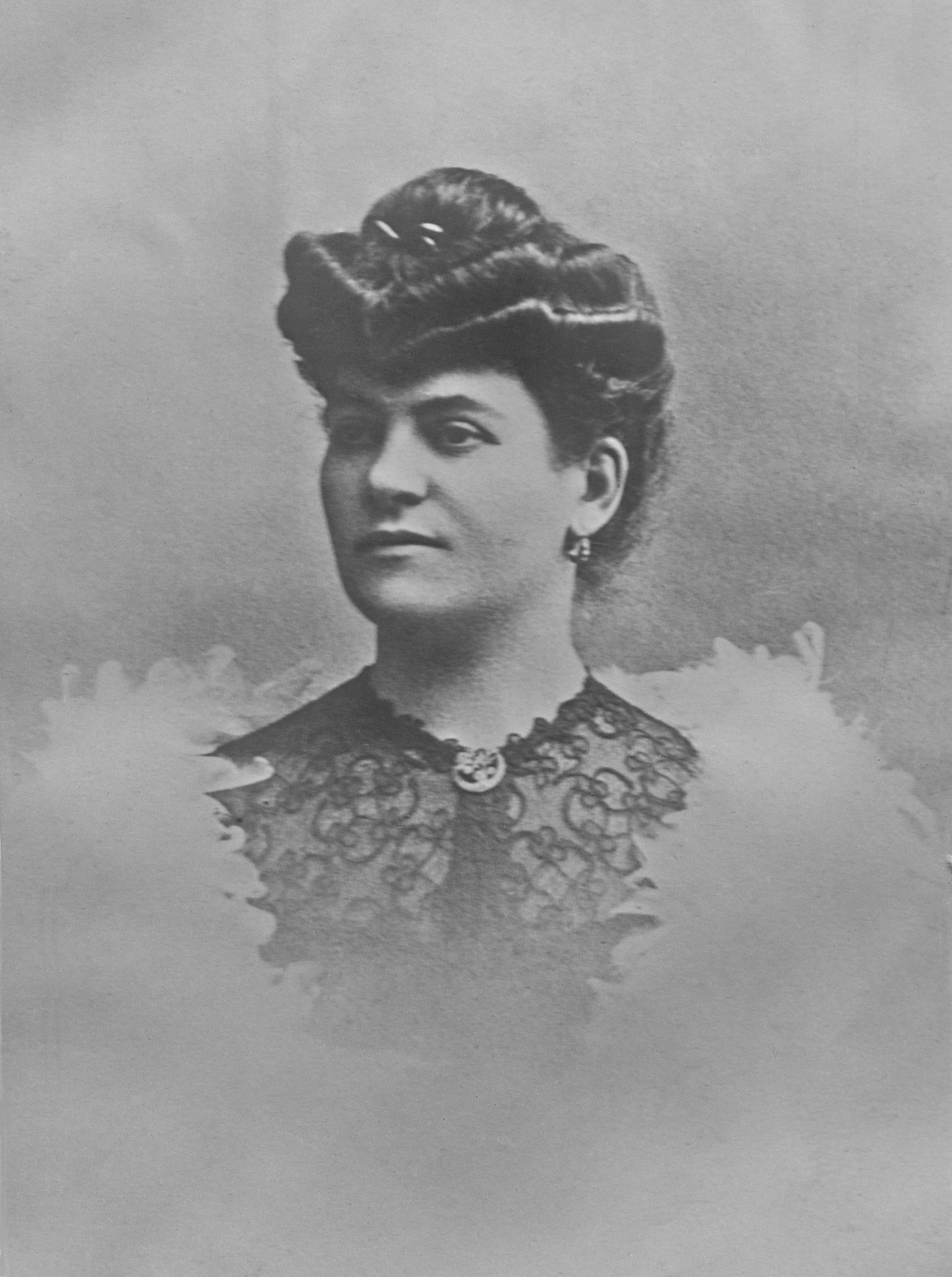
Thérèse Laborde-Line.
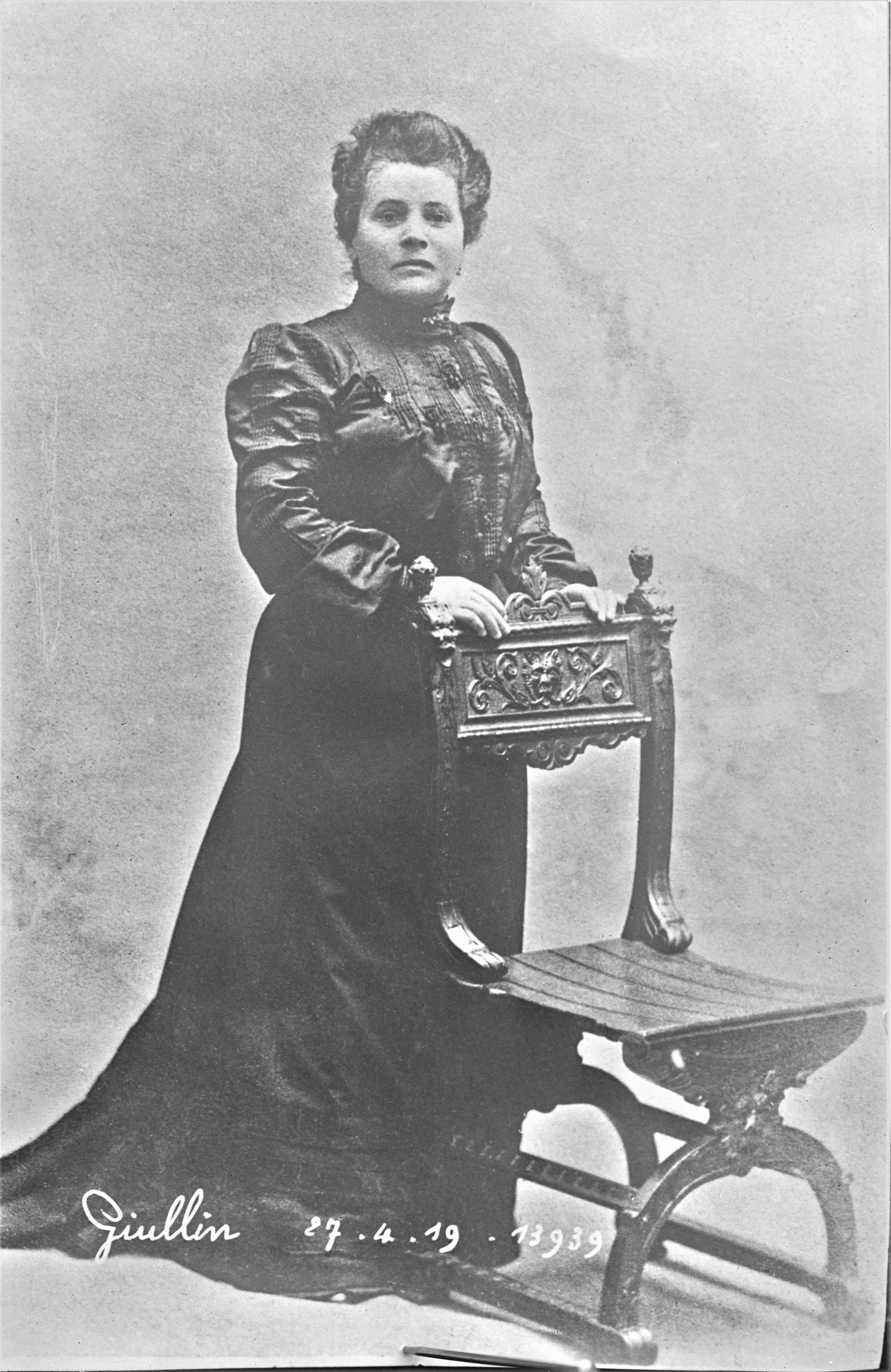
Marie-Angélique Guillin.
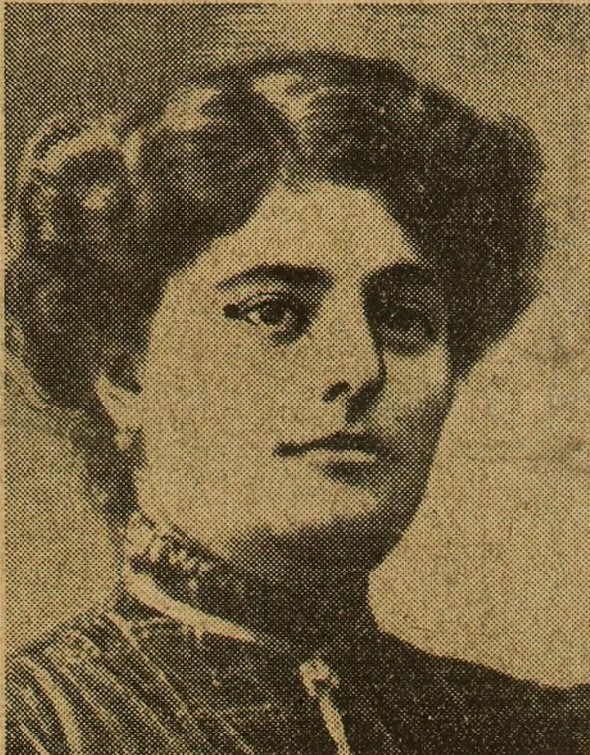
Berthe Héon.
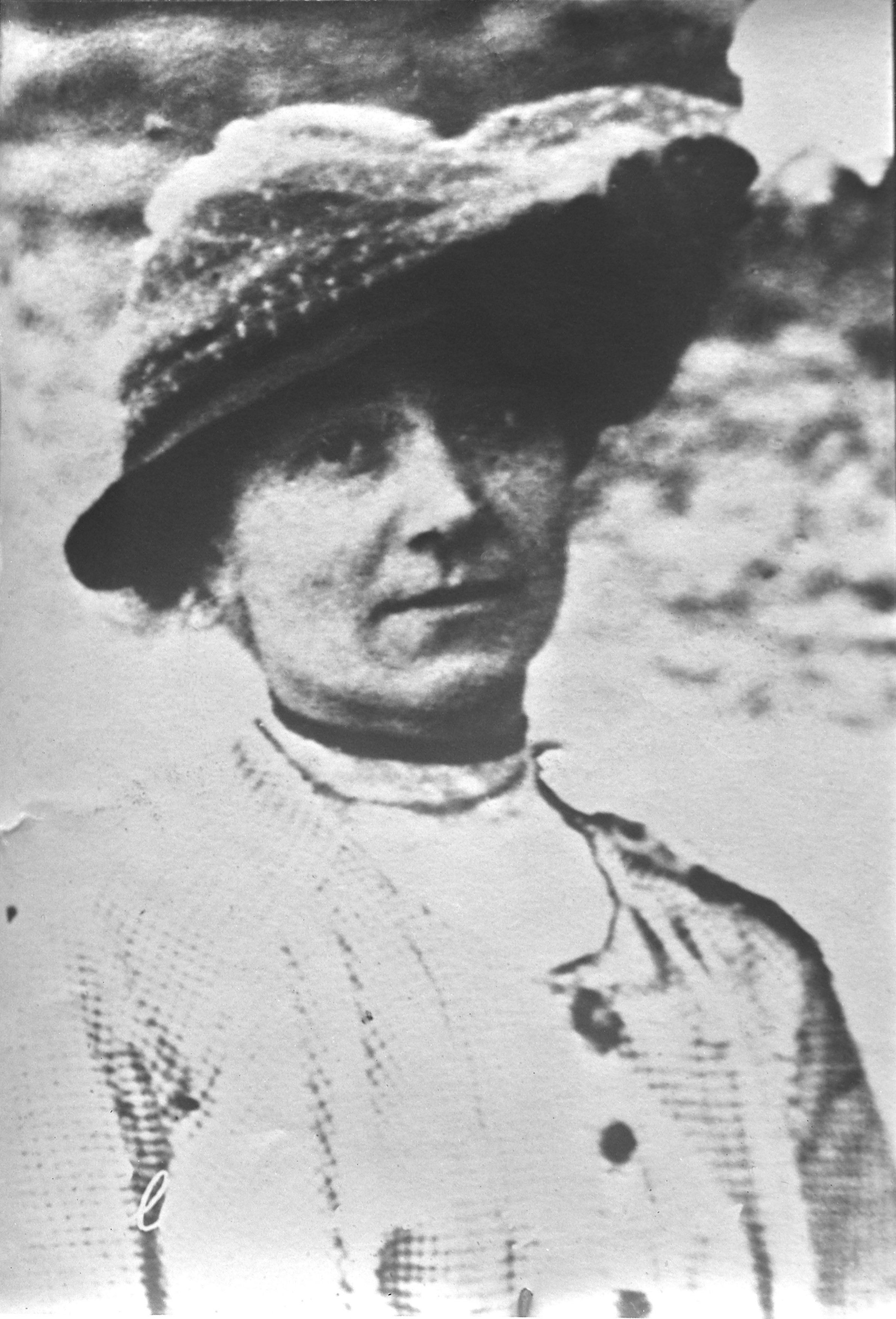
Anna Collomb.
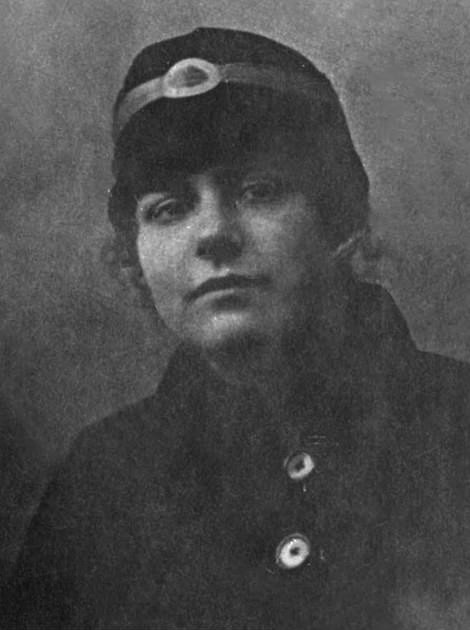
Andrée-Anne Babelay.
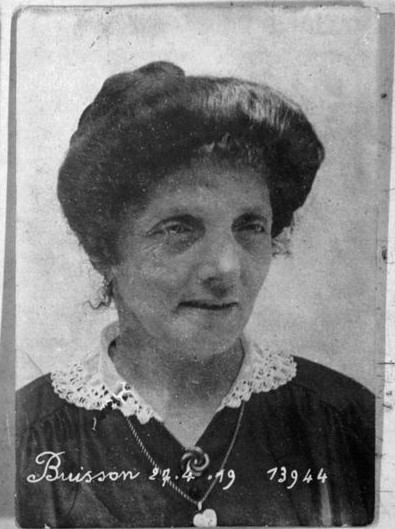
Célestine Buisson.
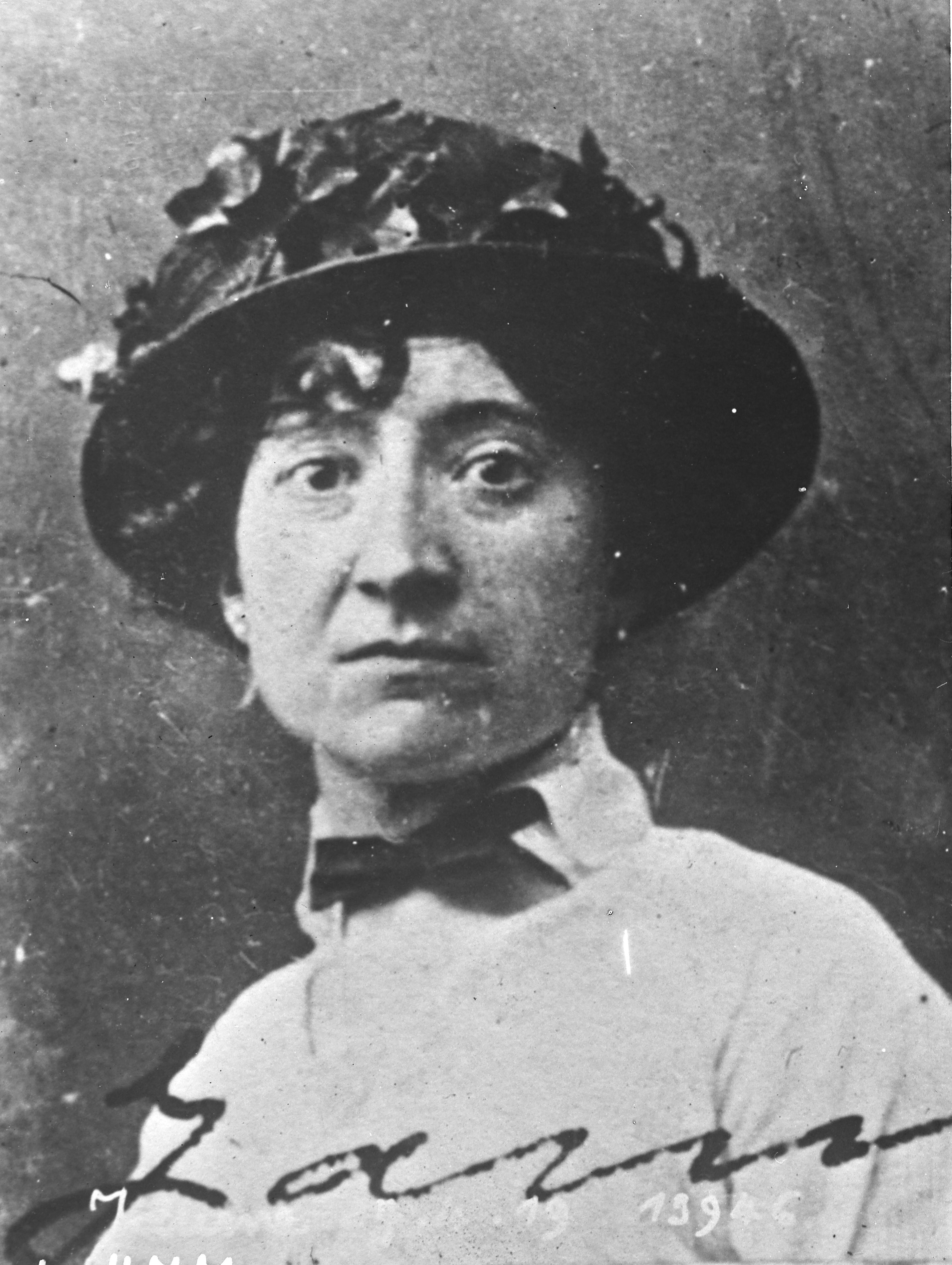
Louise-Joséphine Jaume.
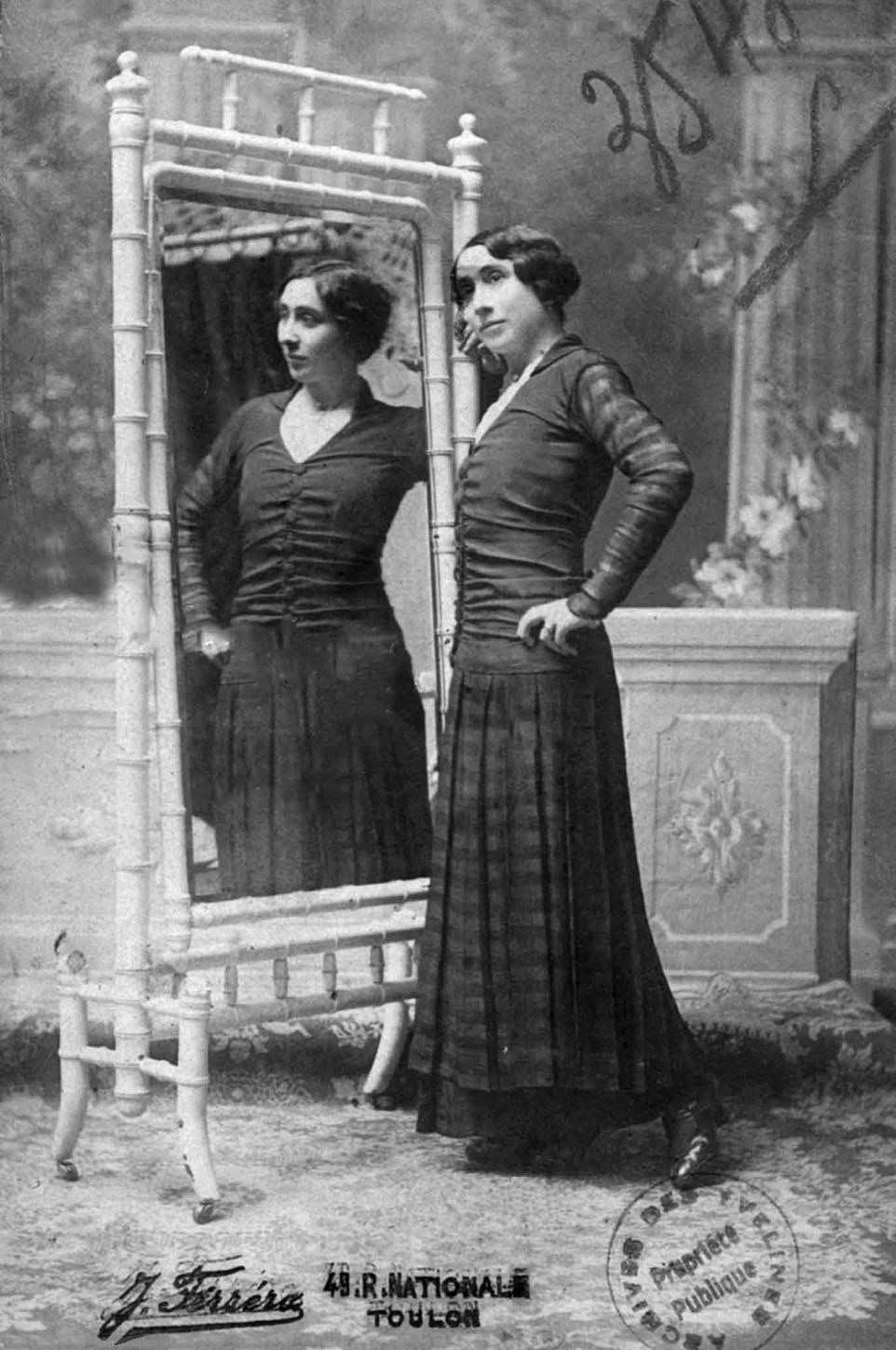
Anne-Marie Pascal.
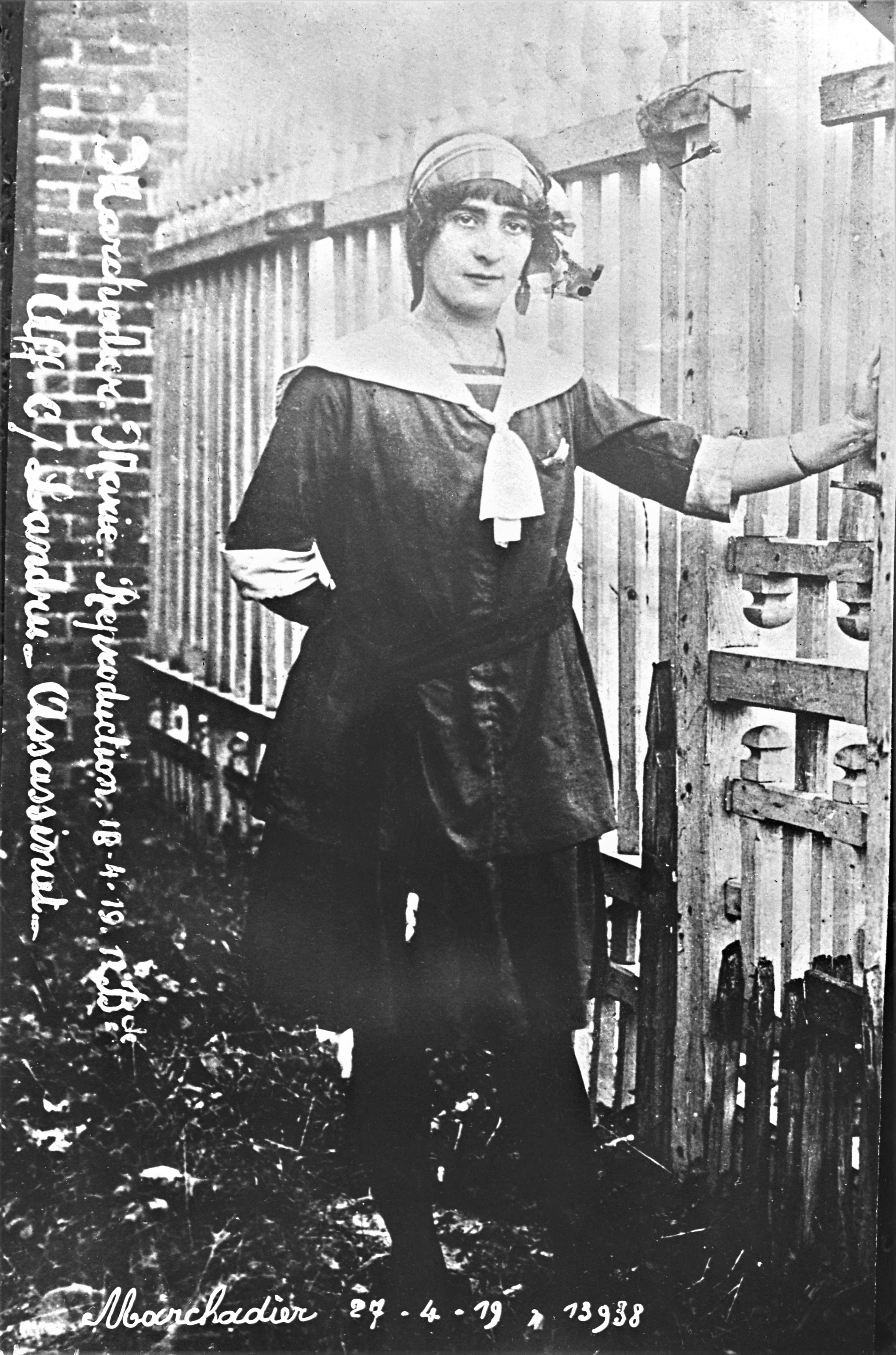
Marie-Thérèse Marchadier.

### Procès

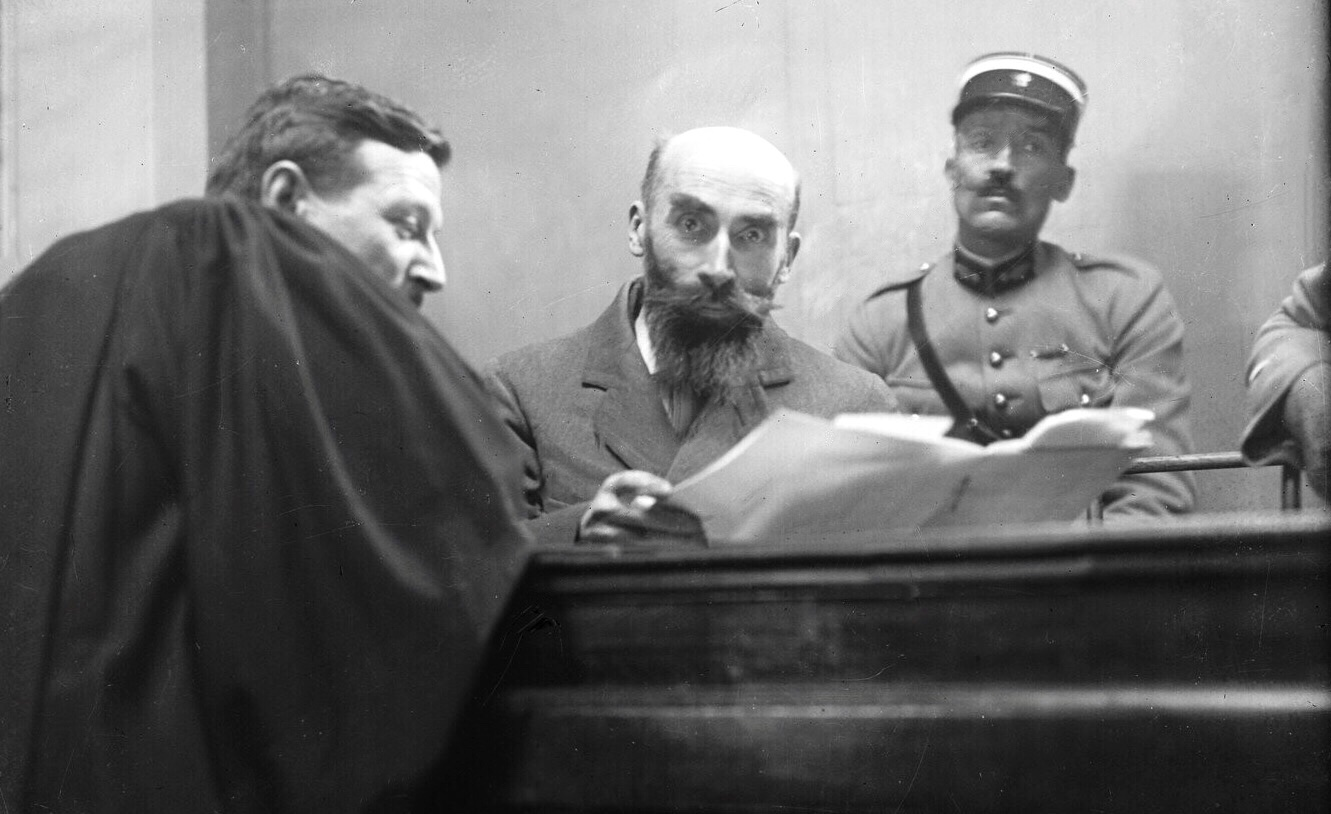
Landru durant son procès.

Le procès-fleuve qui passionna les contemporains s'ouvre, après deux ans et demi d'instruction, le 7 novembre 1921 devant la cour d'assises de Seine-et-Oise siégeant à Versailles. La cour est présidée par le président Gilbert assisté de Messieurs Schuler et Gloria, assesseurs ; M. Godefroy officie comme avocat général ; Landru choisit comme avocat Me Vincent de Moro-Giafferri, assisté de Me Auguste Navières du Treuil tandis que les parties civiles sont représentées par Me Lagasse et Me Surcouf.
Le procès à grand spectacle attire le Tout-Paris (Mistinguett, Raimu, Berthe Bovy ou Colette, alors chroniqueuse judiciaire) et même l'aristocratie étrangère, sous le charme de l'humour provocateur de l'accusé. Au cours du procès, le jeune artiste peintre René Aubert réalise des dessins destinés à la presse.

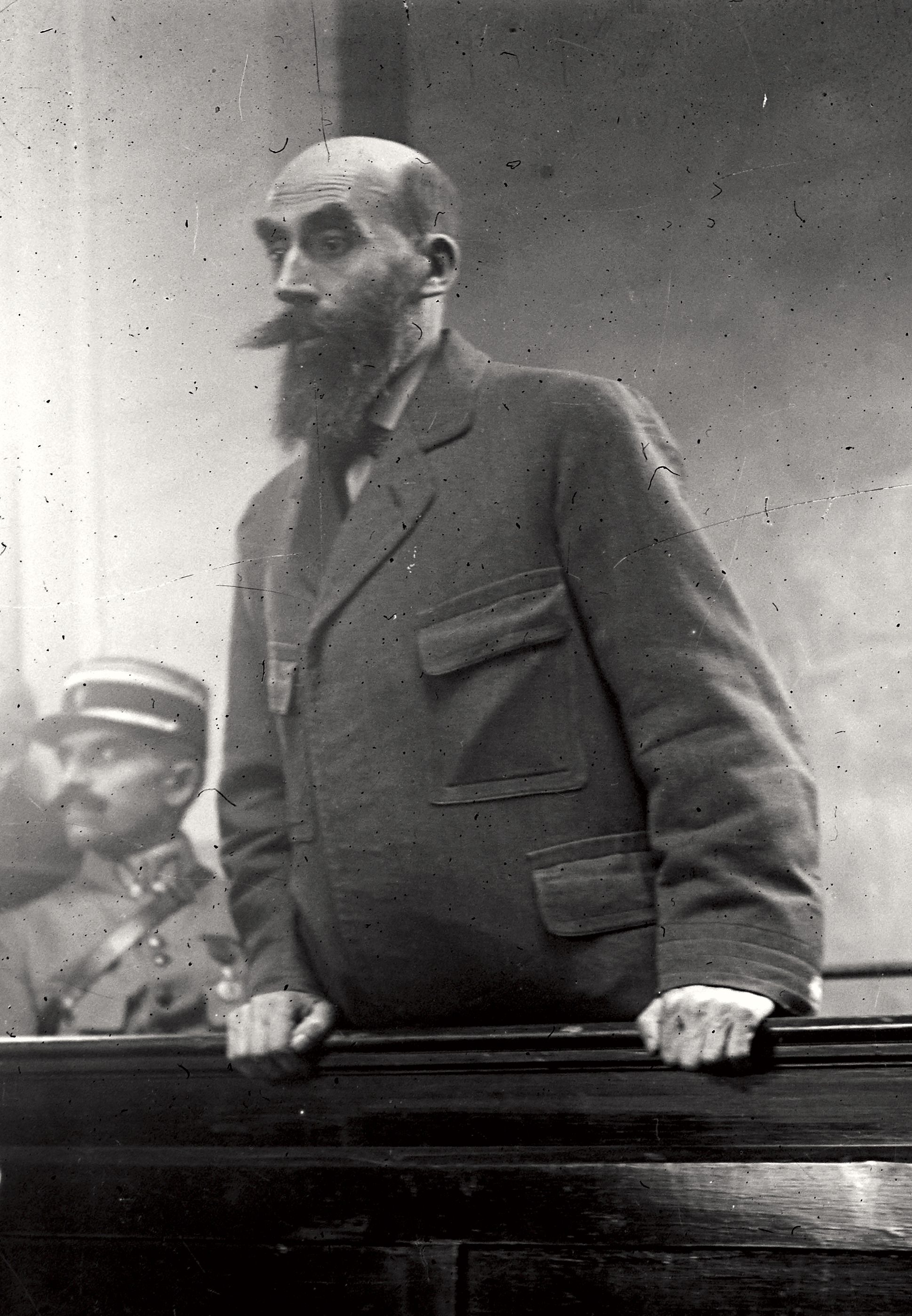
Landru s’exprimant lors de son procès.

La cuisinière dans laquelle Landru était supposé avoir fait brûler les corps de ses victimes est même transportée dans la salle d'audience.
Landru nie jusqu'au bout être l'auteur des crimes dont on l'accuse, concédant toutefois avoir volé et escroqué ses supposées victimes. Il fait preuve à diverses reprises d'une éloquence souvent provocante devant la Cour, allant, par exemple, jusqu'à s'exclamer : « Montrez-moi les cadavres ! ». Landru est également renommé pour certaines de ses réparties, certaines attestées par les témoins de l'époque, d'autres apocryphes.
- À l'huissier chargé de lui remettre la liste des jurés : « Il n'est pas vraiment utile de se déranger, surtout un dimanche, pour si peu de choses ».
- Au président : « Ma mémoire est surmenée par ces longs débats. »
- « Chaque fois qu'on voit sur mon carnet un chiffre en haut d'une page, on en déduit que ce fut l'heure où j'accomplissais un crime ! »
- Le président : « Voyons Landru, toutes ces femmes… vos enfants ne disaient rien ? » Landru : « Quand je donne un ordre à mes enfants, moi, monsieur le Juge, ils obéissent. Ils ne cherchent pas le pourquoi ni le comment. Je me demande comment vous élevez les vôtres ! »
- « Vous parlez toujours de ma tête, Monsieur l'avocat général. Je regrette de n'en avoir pas plusieurs à vous offrir ! »
- « Moi ? J'ai fait disparaître quelqu'un ? Eh bien, ça alors ! Si vous croyez ce que racontent les journaux ! »
- Le président : « Vous pleurez, Landru : vous éprouvez le besoin de libérer votre conscience ? » Landru : « Oui, je pleure mes fautes, je me repens… j'ai des remords… je pleure parce que je pense qu'avec tout le scandale fait autour de mon nom, on a appris à ma pauvre femme que je l'avais trompée. »
- « Si les femmes que j'ai connues ont quelque chose à me reprocher, elles n'ont qu'à déposer plainte ! »
- Alors que Landru vient de déclencher l'hilarité du public par une nouvelle repartie, le président menace : « Si les rires continuent, je vais demander à chacun de rentrer chez soi ! », ce à quoi Landru réplique : « Pour mon compte, monsieur le Président, ce n'est pas de refus ».

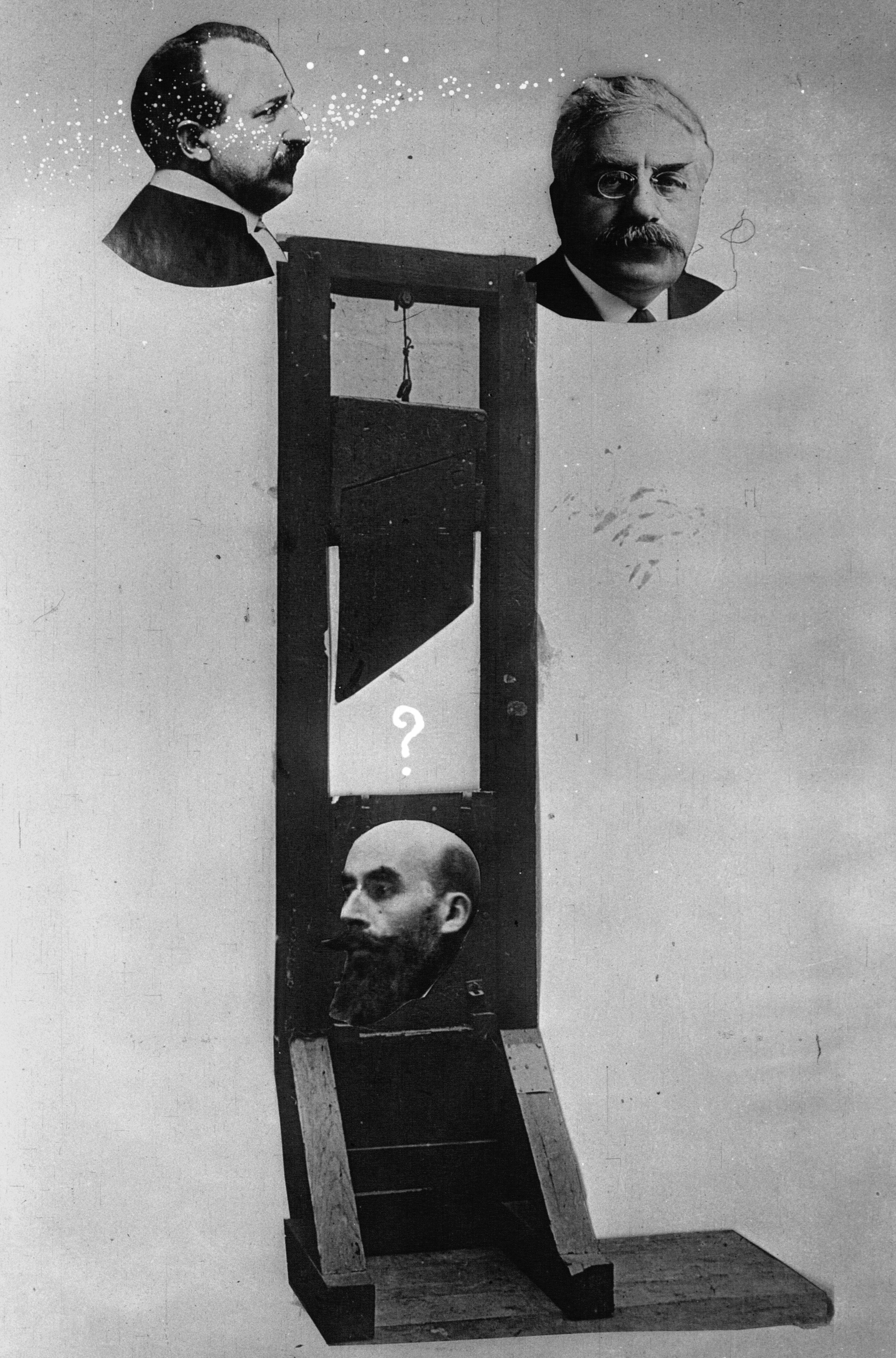
Composition représentant Landru, son avocat et le président de la République Alexandre Millerand, qui lui refusera la grâce.

Son avocat, Vincent de Moro-Giafferri, le défendit en mettant en place une scène qui eut lieu pendant sa plaidoirie : il affirma que des victimes avaient été retrouvées et allaient venir se présenter devant la cour d'assises. Le public et les jurés tournèrent la tête vers la porte que le « ténor du barreau » avait alors désignée, et après avoir laissé planer le suspense, souligna le fait que tous ceux qui avaient tourné la tête vers la sortie avaient ainsi démontré leur manque de conviction concernant la réalité des assassinats imputés à son client, mettant en évidence l'absence de preuves formelles contre Landru, faute de cadavre retrouvé. L'avocat général rétorqua du tac au tac que Landru, lui, n'avait pas tourné la tête vers la porte.
Mais, face à une série de témoignages accablants et un faisceau de présomptions convaincantes, Moro-Giafferi ne peut lui éviter d'être condamné à mort : au terme de huit heures de délibérations, les jurés déclarent Henri Désiré Landru coupable de onze meurtres et le condamnent à la guillotine le 30 novembre 1921. Le président de la République Alexandre Millerand rejette le 24 février suivant le recours en grâce déposé.
Alors qu'on vient chercher Landru dans sa cellule à 5 h 25 du matin pour le conduire à l'échafaud, l'aumônier se serait approché et lui aurait demandé « Mon fils, croyez-vous en Dieu ? », Landru lui ayant répondu « Monsieur le curé, je vais mourir et vous jouez aux devinettes ». Landru est guillotiné à l'entrée de la prison de Versailles à l'aube du 25 février 1922 par le bourreau Anatole Deibler, qui note dans son carnet « 6 h 10. Temps clair ». Landru a demandé comme dernière volonté de pouvoir se laver les pieds, ce qui lui a été refusé par peur d'un suicide. Peu avant son exécution, alors qu'on lui propose un verre de rhum et une dernière cigarette, Landru décline l'offre et répond : « Ce n'est pas bon pour la santé ». À son avocat qui, avant son exécution, lui demandait si, finalement, il avouait avoir assassiné ces femmes, Landru répondit : « Cela, Maître, c'est mon petit bagage… ».
Il fut enterré dans la partie réservée aux condamnés à mort du cimetière des Gonards à Versailles. Sa famille prit en charge l'inhumation et la mise en place de sa tombe surmontée d'une simple croix en bois mentionnant les seuls prénoms Henri Désiré comme requis par la loi pour tout supplicié. La concession ne fut plus redemandée par la famille au terme des cinq ans, fin octobre 1927 et la tombe fut dépouillée de ses ornements.
Landru est toujours inhumé dans le même cimetière, mais rien n'indique l'emplacement de sa tombe, comme de nombreuses autres tombes de condamnés, inhumés en ce cimetière.
De son incarcération en 1919 jusqu'à son exécution en 1922, il aurait reçu plus de 4 000 lettres d'admiratrices dont 800 demandes en mariage. Cette fascination érotique porte un nom, l'hybristophilie.

## Conséquences de l'affaire

### Fernande Segret

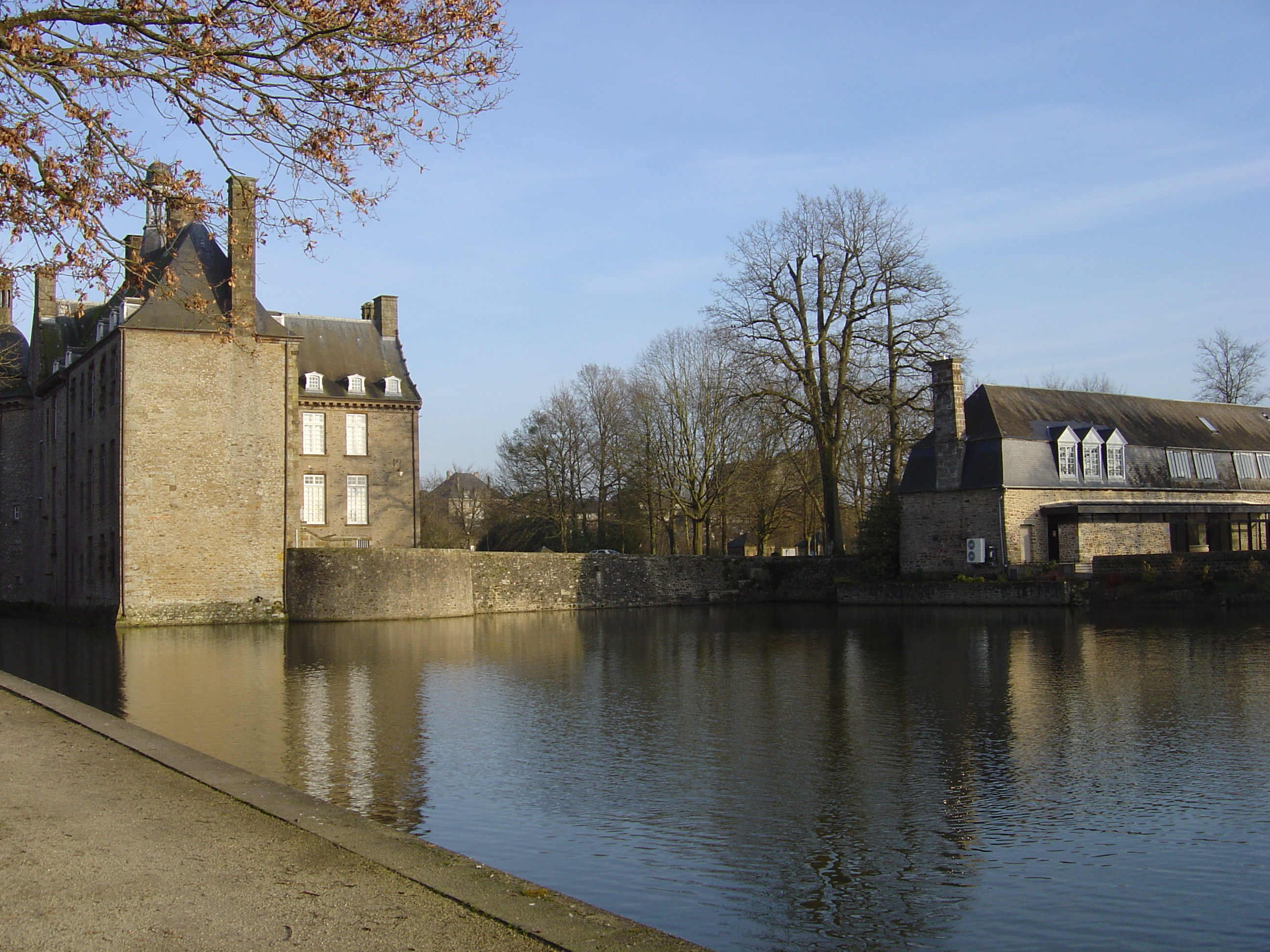
Le château de Flers.

Fernande Segret, artiste lyrique, dernière maîtresse de Landru avec qui il vivait maritalement lors de son arrestation, avouera pendant l'instruction que celui-ci avait tenté de l'empoisonner par deux fois. Après l'affaire, elle fit carrière dans un cabaret parisien, puis partit travailler comme institutrice au Liban. S'estimant diffamée par le film Landru de Claude Chabrol en 1963, elle obtint 10 000 francs de dommages et intérêts de la part du producteur du film. À la date anniversaire de la demande en mariage faite par Landru, le 21 janvier 1968, âgée de 75 ans, elle se jeta dans les douves du château de Flers, non loin de la maison de retraite où elle s'était retirée. Dans sa chambre, il y avait deux photos : l'une de sa mère, l'autre de Landru.

### Reliques

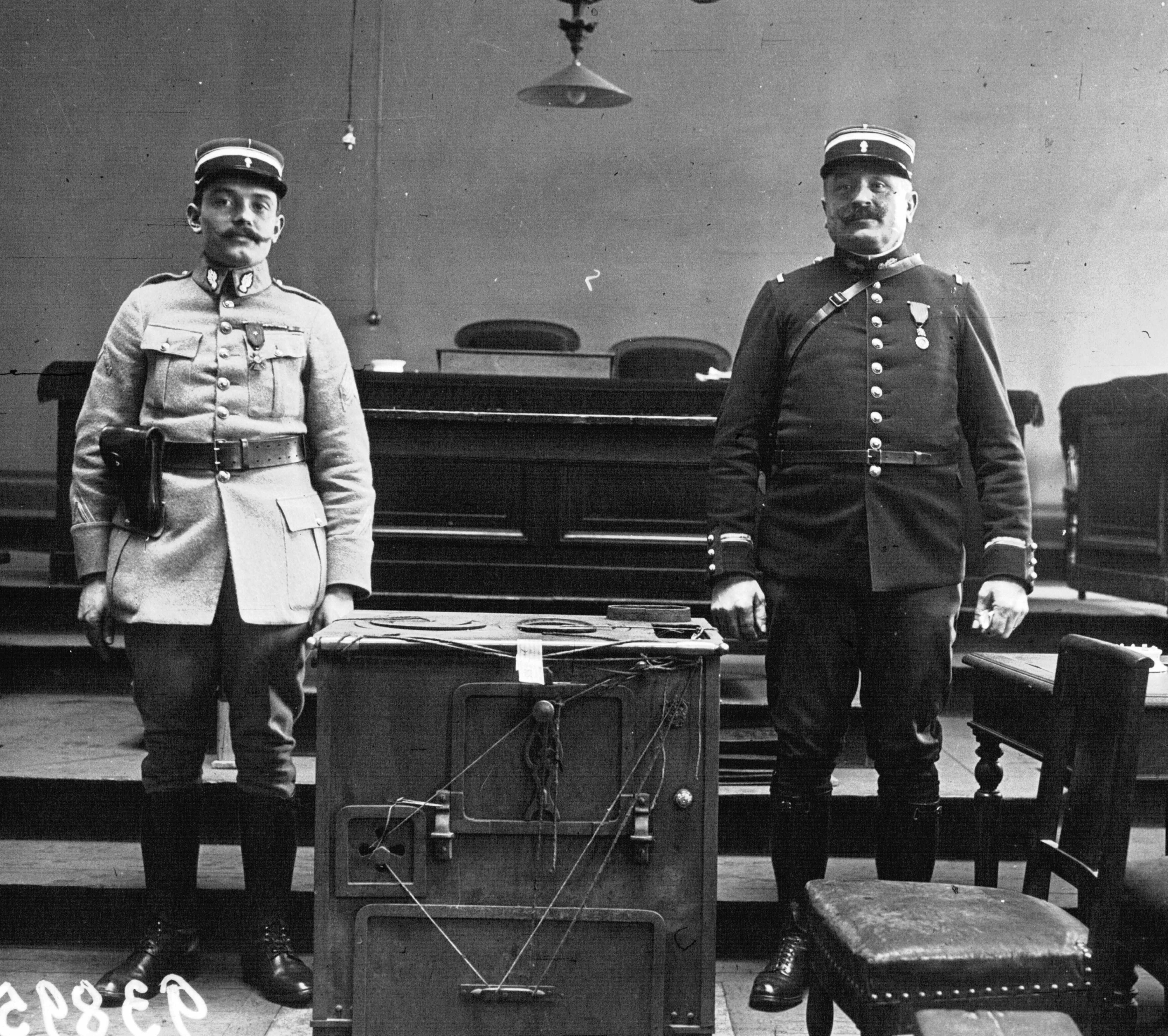
Le fourneau présenté au procès.

La « Villa Tric » de Gambais fut pillée par la foule, puis vendue à un restaurateur qui la rebaptisa « Au Grillon du Foyer » et aménagea une partie de la bâtisse en musée. Le restaurant ferma ses portes en 1940 et la maison fut ensuite revendue à des particuliers.
La cuisinière de la villa de Gambais aurait été acquise dans un premier temps par un collectionneur américain. Deux journaux français des années 1950 affirment au contraire qu'elle aurait été vendue aux enchères le 23 janvier 1923 par le palais de justice de Versailles pour 4 200 francs, à Anglade, directeur du Musée Grévin, la fonction du commissaire-priseur étant tenue par Béguin, receveur des Domaines en Seine-et-Oise. Depuis, elle a été rachetée par l'animateur, producteur et humoriste Laurent Ruquier. Passionné par le personnage, il a écrit une pièce sur le sujet en 2005, mise en scène par Jean-Luc Tardieu au théâtre Marigny avec Régis Laspalès dans le rôle principal.
Un ancien médecin légiste aurait conservé un carton contenant des restes humains numérotés supposés être les os découverts dans la cuisinière de Gambais. En 1955, à la demande de ce médecin légiste, ce carton aurait été enterré au pied d'un saule pleureur du jardin des plantes de Paris[réf. nécessaire].
Un dessin, représentant le fameux fourneau à charbon de la villa de Gambais, exécuté de la main même de Landru et intitulé non sans humour : Les Causes célèbres, un accusé témoigne, fut remis par ce dernier à son avocat, Me Navières du Treuil, assistant de Me de Moro-Giafferi, alors que ce dernier le pressait de lui dire s'il était ou non coupable. Il portait au dos, écrit de façon assez sibylline, une phrase qui est une forme d'aveu. Longtemps après, selon les dernières volontés de Me Navières du Treuil et après un délai de circonstance, le document fut transmis au Garde des Sceaux de l'époque (1981) Me Robert Badinter, qui à son tour en avertit l'historien et homme de télévision Alain Decaux, lequel relata l'affaire Landru dans une de ses émissions historiques ainsi que dans sa série de chroniques C'était le XXe siècle.

## Dans la culture

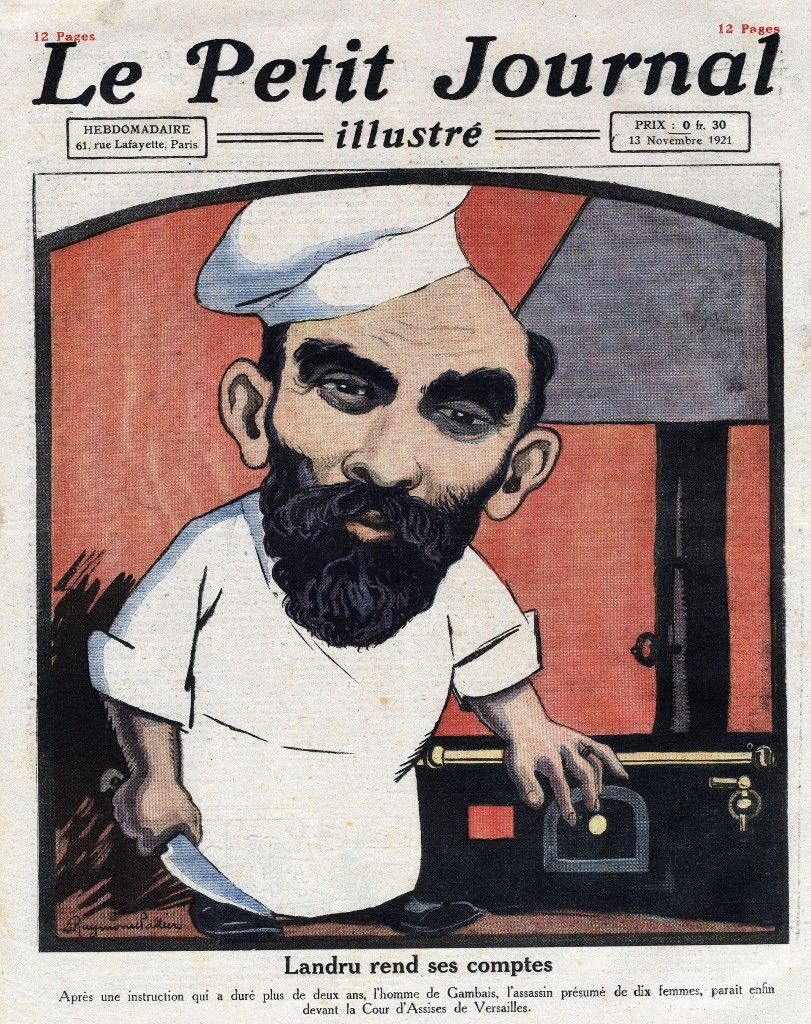
Une du Petit Journal illustré (13 novembre 1921) par Raymond Pallier.

### Chansons
Par ordre chronologique :
- Louis Boucot chante en 1921 Les femmes de Landru[40].
- Le groupe de chanteurs français Les Quatre Barbus fait allusion à Landru dans une chanson intitulée Le Duc de Bordeaux.
- Dans sa chanson Nous les Français (1942), Georges Milton évoque Landru : « Et si l'on s'appelle Landru, on brûle sa femme en surplus ».
- L'artiste comédien et chanteur Francis Blanche composa une chanson, aux airs bucoliques et humoristiques, Idylle en forêt, faisant allusion à Landru : « Toc toc, quelqu'un frappe à la porte - "Entrez !" s'écrie le grand barbu - "Bonjour", dit l'facteur d'une voix forte - "Une lettre pour vous Monsieur Landru !" ».
- Le même Francis Blanche, dans une autre de ses chansons, Le Duc de Bordeaux, personnage censé "brûler ses femmes dans un vaste fourneau", en conclut qu'il "ressemble à Landru comme deux gouttes d'eau".
- Le chanteur Charles Trenet a écrit une chanson intitulée Landru en 1963 : « Landru, Landru, Landru, vilain barbu - Tu fais peur aux enfants - Tu séduis les mamans - Landru, Landru, ton crâne et ton poil dru - Ont fait tomber bien plus d'un prix d'vertu ».
- Dans son album Gainsbourg Confidentiel, paru en 1963, le compositeur et chanteur français Serge Gainsbourg cite Landru dans le morceau Sait-on jamais où va une femme quand elle vous quitte.
- Le chanteur Renaud dans Le Tango de Massy-Palaiseau tiré de son album Ma gonzesse (1979) fait directement allusion à Landru : « Et quand Landru, ce vieux salaud, - Coupa sa femme en p'tits morceaux - Elle lui d'manda dans un sanglot - Je t'en prie ne me scie pas les os - Il répondit : "Je fais c'que je veux - Car je suis le roi du tango - Et je le danse beaucoup mieux - Que Rudolphe et Valentino" ».
- Désiré Landru est également le nom d'un groupe punk-garage expérimental qui officia à Reims de 1980 à 1983.
- Le groupe new wave français No Unauthorized a écrit une chanson intitulée Landru en 1987 : « Il prenait pas la plus jolie - Qu'importe une fois qu'c'est cuit - Du moment qu'elle a du pognon - Pour lui s'marier, c'était pas con - Landru choisit, marie puis cuit - Landru les aime pas crues ».
- Le groupe Rolling Bidochons a repris le titre des Rolling Stones Sympathy for the Devil et l'a rebaptisé Sympathie for the débile. Les paroles évoquent Landru. On entend notamment les choristes chanter « Landru, Landru… » à la place des « Ouh Ouh »[51].
- Le groupe Les frères Brothers l'évoque dans leur chanson Le Collectionneur.
- Le groupe Force de frappe a enregistré un titre, Landru, qui figure sur leur EP éponyme de 1993.
- Le groupe Démocrates D dans son album La Voie du Peuple fait une allusion directe à Landru dans le titre le crime en 1995 : « Style Landru l'baratineur ».
- La chanteuse Juliette Noureddine y fait également référence dans sa chanson Il n'est pas de plaisir superflu dans son album Le Festin de Juliette (2002) : « Vive la barbe et les barbus - Allons aux bois monsieur Landru - Envers vous ma confiance est grande - Dans les tranchées sous les obus - Sus à l’ennemi crie le poilu - La Madelon en redemande ».
- Le groupe de thrash metal français ADX dans Souvenirs de Gambais, de leur album Division blindée (2008), fait référence à Landru : « Charmeur cruel, courtois si obligeant - Parlant d'amour, de fleurs, de lendemains plaisants - Patience à toute épreuve pour saisir la finesse - Séduction dans un rôle, qu'importent les promesses (…) - Oh, la peur aux yeux de lame - Oh, la mort derrière les roses ».
- Le rappeur Kaaris le cite en 2015 dans H : « Les paroles sont crues, Henri Désiré Landru, la barbe est drue ».

### Livres
- Son cas a inspiré le roman El chalet de las rosas (1923) de l'écrivain espagnol Ramón Gómez de la Serna.
- Le philosophe fictif Jean-Baptiste Botul a entretenu une correspondance (également fictive) avec Landru, publiée en 2001 sous le titre Landru, précurseur du féminisme.
- Jean-Paul Sartre compare Jean Genet à « un petit Landru sans barbe, un peu compassé, toujours poli, fréquemment enjoué, assez bon compagnon en somme »[52].
- Dans son roman Les derniers jours (1936), Raymond Queneau évoque l'intérêt du grand public pour Landru et sa condamnation.
- Dans son unique roman, Des femmes qui tombent, Pierre Desproges fournit une tout autre explication à cette série de disparitions imputée — selon lui, abusivement — à Landru[9].
- Henri-Désiré Landru, connu sous le nom de Désiré, est un fantôme dans le Tome 3 de Le Manoir, Alisande et le cercle de feu écrit par Évelyne Brisou-Pellen.
- Gaston Leroux, dans son roman La poupée sanglante, raconte une histoire similaire, inspirée du fait divers : une sombre machination imaginée pour faire condamner à mort un poète célibataire au physique repoussant résidant à Corbillères, un village imaginaire proche de Paris que l'on peut aisément confondre avec Gambais.

### Bandes dessinées
- L'auteur de bande dessinée Christophe Chabouté publie en 2006 un ouvrage intitulé Henri Désiré Landru où il fait apparaître le personnage comme victime d'une odieuse et complexe machination.
- Henri-Désiré Landru apparaît également dans la bande-dessinée Le Codex angélique de Thierry Gloris et Mikaël Bourgouin : il est le majordome de la famille Devisse.
- Dans la bande dessinée Iznogoud, le personnage-titre donne vie à une statue de cire de Landru, qui s'en va séduire une autre statue animée de Lucrèce Borgia. Dans un autre album, Iznogoud se rend en enfer où il rencontre Landru et Hitler. Landru l'invite à manger en lui vantant sa cuisinière, ce à quoi Hitler rétorque qu'un four est plus pratique qu'une cuisinière.
- Dans la bande dessinée La Foire aux Cochons de Ptiluc, Landru apparaît, comme « étant de passage » dans l'espèce de purgatoire qu'est le statut de cochon, et, voyant que la plupart des pénitents cochons sont des « foudres de guerre » à l'instar de Napoléon, du général de Gaulle, il estime qu'il ne restera pas longtemps, et se contente de regarder le spectacle des disputes de ses compatriotes porcins.
- Dans la bande dessinée Les Superhéros injustement méconnus de Manu Larcenet, Landru est le héros Combustion Man. Il brûle les femmes faisant trop cuire les steaks, car il a découvert qu'elles viennent de la planète Véga du Centaure pour envahir la Terre. Il est alors condamné à mort par ses contemporains incrédules.
- Il est le personnage central de la nouvelle historique à chute Suite présidentielle[53] d'Arnaud Fontaine

### Théâtre
- Le Secret de Landru, drame de Max-François, Maurice Vandair et Gilbert Élie, représenté au Théâtre du Grand-Guignol en 1963.
- En 2003, le personnage et ses facéties ont encore inspiré une pièce de théâtre Landru et Fantaisies de Christian Siméon, aux éditions de l'Avant-scène Théâtre. Elle met en scène sous forme de flashbacks les rencontres de Landru avec ses victimes et Fernande Segret, sa maîtresse. Mais on assiste surtout à l'aube de sa mort à la confrontation avec son bourreau, Anatole Deibler, un autre tueur « public ».
- En décembre 2005, une pièce écrite par Laurent Ruquier, Landru, est jouée sur les planches du théâtre Marigny avec dans le rôle-titre Régis Laspalès.
- En 2023, une pièce écrite par Louis Barraud et Jelena Jocic voit le jour à Gambais, fief historique de Landru. La pièce, retraçant le procès de Landru, connaît un franc succès et est présentée à la Cour d’Assises de Versailles.

### Télévision
- L'Affaire Landru, téléfilm réalisé par Jean Prat et diffusé le 1er mars 1957 dans le cadre de l'émission En votre âme et conscience[54].
- La Poupée sanglante (mini-série), adaptation de 1976 du roman éponyme de Gaston Leroux. Six épisodes de 52 min.
- Monsieur Landru de Gambais, téléfilm réalisé par Jean-Charles Dudrumet et diffusé le 19 janvier 1984 dans le cadre de l'émission L'histoire en question[55].
- Le 19 septembre 2005, TF1 présente un téléfilm, Désiré Landru, de Pierre Boutron avec Patrick Timsit dans le rôle principal.
- Dans l'épisode La Nouvelle Exposition de la série télévisée La Quatrième Dimension, une statue de cire représentant Landru prend vie pour étrangler l'ami du personnage principal.

### Cinéma

#### Films historiques sur Landru
- Landru, der Blaubart von Paris (1922 ou 1923), film autrichien muet réalisé par Hans Otto Löwenstein et co-scénarisé par Rosa Wachtel (1900 – ?)[56], est la première fiction cinématographique consacrée au criminel[57].
- Claude Chabrol réalise en 1963 un téléfilm intitulé Landru. Devant le succès rencontré, le téléfilm bénéficie finalement d'une sortie cinéma. Le scénario, inspiré des reconstitutions les plus plausibles de l'affaire, est signé de Françoise Sagan. Le rôle du criminel est dévolu à Charles Denner.

#### Films inspirés par les crimes de Landru
- Sur un synopsis d'Orson Welles qui le lui vendit, Charlie Chaplin s'inspire de l'affaire Landru pour composer le personnage principal de son film Monsieur Verdoux (1948), ajoutant à l'histoire originale une trame sociale inspirée de la crise de 1929. Il présente son héros comme une sorte de victime de la crise et lui donne même des dehors sympathiques.
- La Dixième Femme de Barbe Bleue (1960) est un film britannique réalisé par W. Lee Wilder. George Sanders y tient le rôle du meurtrier Landru, renommé « Henry Jackson » dans la version française. La version belge du film s'intitule Landru.

#### Films avec référence à Landru
- Au début du film Lady Paname d'Henri Jeanson (1950), un personnage énigmatique et barbu drague ouvertement Suzy Delair et son amie Oseille et leur propose de les emmener en week-end dans sa maison de Gambais. Il s'agit bien évidemment d'un clin d’œil à Landru, ce qui permet de situer l'année où le film est censé se passer : 1919 (avant, c'était la guerre qui n'est pas évoquée dans le film et en 1920 Landru n'était plus en liberté).
- Dans le film Un singe en hiver, le brocanteur se fait appeler Landru, car il a eu deux femmes qui sont mortes prématurément.
- Dans le film Le Tatoué, un détective soupçonné d'avoir été approché par Félicien Mézeray (Louis de Funès) pour assassiner le comte Enguerrand de Montignac (joué par Jean Gabin) se fait appeler Landru.

### Émissions radiophoniques
- « L'affaire Landru » le 5 février 2016 dans L'Heure du crime de Jacques Pradel sur RTL.
- « Landru et le chemin des dames » le 27 février 2024 dans Affaires sensibles de Fabrice Drouelle sur France Inter.